# Kreshnik Spahiu
Kreshnik Spahiu (n. 21 aprilie 1969, Tirana, Albania) este un jurist, activist civic și politician albanez. Este cunoscut pentru activitatea sa în domeniul juridic și pentru implicarea în viața politică albaneză, fiind fondatorul mișcării politice naționaliste Aleanca Kuq e Zi⁠(d) („Alianța Roșu și Negru”).
După finalizarea studiilor la Facultatea de Drept a Universității din Tirana⁠(d), Spahiu a activat ca avocat și a participat la reformele judiciare din Albania. A ocupat funcția de vicepreședinte al Consiliului Superior al Justiției din Albania (Këshilli i Lartë i Drejtësisë), un organ esențial pentru supravegherea sistemului judiciar.
În 2012 și-a anunțat demisia din toate funcțiile publice și a lansat Alianța Roșu și Negru, un partid politic cu viziuni conservatoare, naționaliste și pro-europene. Scopul principal al formațiunii este promovarea unității naționale a albanezilor din întreaga regiune balcanică, combaterea corupției și reforma profundă a instituțiilor statului.
De-a lungul carierei, Kreshnik Spahiu a publicat articole și a susținut conferințe privind statul de drept și suveranitatea Albaniei, fiind o voce activă în dezbaterea publică internă.